# Dionisio Arango Mejía
Dionisio Arango Mejía (Abejorral, 8 de abril de 1851 - Medellín, 23 de septiembre de 1940) fue un político y abogado colombiano, que fue dos veces gobernador de Antioquia, primer gobernador del efímero Departamento de Medellín y Ministro de Gobierno durante el mandato del general Rafael Reyes. 
Fue padre del también gobernador Dionisio Arango Ferrer. 

## Biografía
Hijo de Rudesindo Arango Palacio y de María Esperanza Mejía Mejía, estudió derecho en la Universidad de Antioquia, gracias al apoyo del presidente del Estado Soberano de Antioquia, Pedro Justo Berrío, quien se convirtió en su protector. 
Posteriormente fue administrador de Hacienda en los circuitos penales del Occidente y Sur de Antioquia. Con solo 24 años fue elegido diputado a la Asamblea Estatal de Antioquia, en 1875 y al año siguiente fue elegido Representantante a la Cámara, organización que presidió en 1888, 1890 y 1894. Sin embargo, en 1877 tras el fin de la Guerra de las Escuelas se retira de la política y se dedica a la agricultura, durante el apogeo del liberalismo radical en el país. 
Con el inicio de la Regeneración de Rafael Núñez, Arango regresa de su retiro en 1885, cuando se convirtió en Juez del Circuito de Abejorral, cargo que ejerció hasta 1889, cuando fue elegido subsecretario de Hacienda de Abejorral. Más tarde ese mismo año fue elegido Fiscal del Tribunal de Antioquia. En 1899 el presidente Manuel Antonio Sanclemente le ofreció la procuraduría, pero la rechazó por motivos personales. En 1900 fue elegido de nuevo a la Asamblea de Antioquia, para presidirla en 1905. 
Fue elegido en dos ocasiones gobernador de Antioquia: en una primera ocasión durante el gobierno de Miguel Antonio Caro, entre 1897 y 1898, y en una segunda ocasión durante el gobierno de Rafael Reyes, entre 1906 y 1909. Durante su primer gobierno lideró la inauguración de la Compañía Antioqueña de Instalaciones Eléctricas, considerada un paso fundamental para la modernización de la región, y durante su segundo gobierno tuvo que hacer frente a la desintegración de Antioquia en cuatro pequeños departamentos (Medellín, Sonsón, Jericó y Antioquia), del primero siendo su primer gobernador. 
En 1906 fue nombrado Ministro de Gobierno de Reyes. En 1919 vuelve a ser nominado para procurador, aceptando esta vez el ofrecimiento, para ejercer el puesto hasta 1920, cuando se posesionó como Magistrado de la Corte Suprema de Justicia, siendo este su último cargo público antes de retirarse y morir en Medellín a los 89 años.